# Dehmijan (Larestan)
Dehmijan (pers. ده ميان) – wieś w południowym Iranie, w ostanie Fars. W 2006 roku miejscowość liczyła 531 mieszkańców w 102 rodzinach.